# Slot-loading

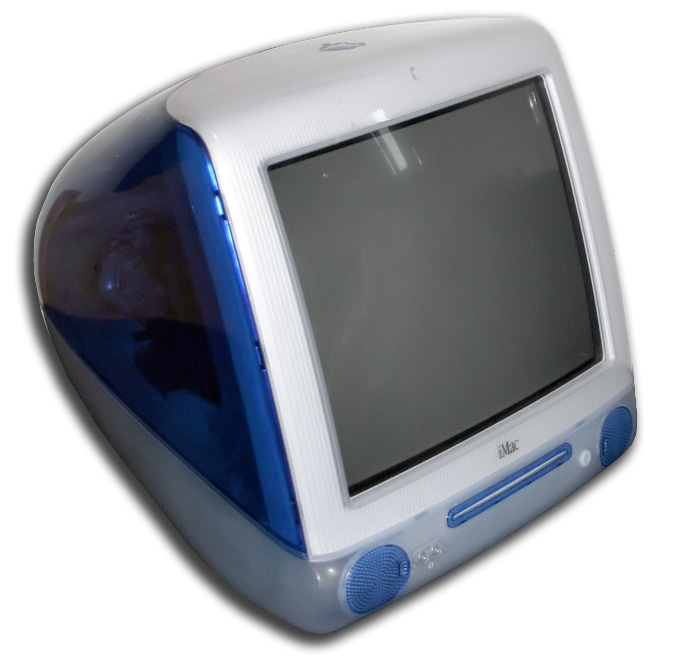
Computador com a tecnologia de leitura/gravação de CD/DVD Slot-Loading, onde basta apenas empurrar o mesmo para dentro da fenda para ser executado.

Slot-Loading ("carregamento do slot")  é uma tecnologia de leitura/gravação de discos ópticos embutida em alguns dispositivos eletrônicos, onde não há presença da bandeja dos dispositivos de leitores tradicionais. Para executar o CD ou DVD dentro do equipamento basta inserir o mesmo dentro da fenda presente no equipamento com essa tecnologia.
1. ↑  Computer Hope, Computer (27 de junho de 2017). «Slot-load disc drive». Computer Hope. Consultado em 31 de dezembro de 2017